# Losdolobus xaruanus
Losdolobus xaruanus là một loài nhện trong họ Orsolobidae.
Loài này thuộc chi Losdolobus. Losdolobus xaruanus được miêu tả năm 2006 bởi Lise & Almeida.